# هوراسيو كابريرا
هوراسيو كابريرا هو مجدف كوبي، ولد في 7 سبتمبر 1958.

## وصلات خارجية
- هوراسيو كابريرا على موقع الاتحاد الدولي للتجديف (الإنجليزية)
- هوراسيو كابريرا على موقع اللجنة الأولمبية الدولية (الإنجليزية)
- هوراسيو كابريرا على موقع أوليمبيديا (الإنجليزية)